# Eagle-Eye Cherry
Eagle-Eye Lanoo Cherry (Stoccolma, 7 maggio 1968) è un cantautore e attore svedese.

## Biografia

### Gli inizi e la carriera da attore

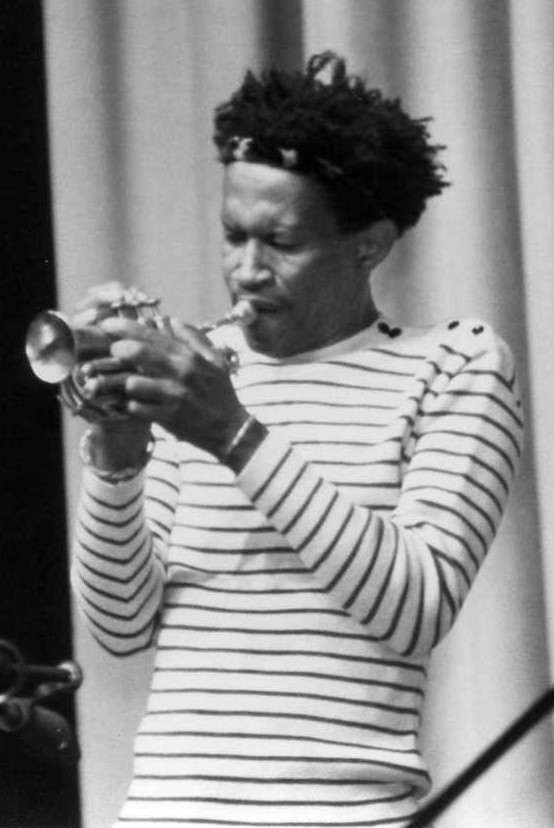
Don Cherry, padre di Eagle-Eye, mentre si esibisce a Münster nel 1987

Figlio del trombettista jazz statunitense Don Cherry e della pittrice svedese Monika Karlsson, anche sua sorella Neneh Cherry e la sorellastra Titiyo sono cantanti di successo, mentre il fratellastro Will Marsden è un tennista britannico. Il nome "Eagle-Eye" ("occhio d'aquila") deriva dall'episodio domestico in cui il padre Don Cherry, in tournée alla sua nascita, tornò a casa e vide per la prima volta il figlio addormentato. Quest'ultimo si svegliò e aprì un occhio solo per osservarlo..
Eagle-Eye trascorre l'infanzia a Farstorp, quartiere del comune svedese di Hässleholm, in un casolare immerso nella campagna, accompagnando molto spesso, insieme alla sorella Neneh, il padre nelle sue tournée mondiali. All'età di 12 anni si trasferisce con la famiglia a New York, dove ha la possibilità di studiare alla New York School of Performing Arts e dedicarsi alla recitazione e all'attività di batterista in diversi gruppi musicali.
Nel 1988 è accreditato come "teenager" nel film Arturo 2: On the Rocks e dopo un'apparizione ancora come non-famoso nel videoclip di Being Boring dei Pet Shop Boys, nel 1993 interpreta il ruolo di Vernon nella serie televisiva Miami Beach.

### Carriera musicale
Da grande si trasferisce col suo cane a Scunthorpe, ma alla morte del padre, avvenuta nel 1995, torna a Stoccolma con la sua fidanzata e inizia a scrivere canzoni. Registra in poco tempo, nella sua camera da letto attrezzata in quel momento come studio di registrazione, l'album Desireless che, trainato soprattutto dai singoli Save Tonight e Falling in Love Again, riscuote buon successo in Europa (pubblicato in Svezia nel 1997 e nel resto del continente nel 1998) e Stati Uniti (1998) e gli fa ottenere alcuni dischi di platino vendendo 4 milioni di copie in tutto il mondo.
I due anni successivi alla pubblicazione del disco lo vedono molto spesso in tournée, anche se gli resta il tempo di collaborare con Carlos Santana nell'album Supernatural per il brano Wishing It Was, con i Dust Brothers e con Maxim dei Prodigy. Nel 1999 Rick Rubin si offre di produrre il nuovo album di Cherry, che però non ha ancora nuovo materiale da registrare; questi allora, affittato un loft a New York, comincia a lavorare a nuovi pezzi con l'aiuto di Chris Watkins dei Preacher Boys. In seguito si sposta allo Studio Magic Shop dove registra altri sei brani, tra i quali Are You Still Having Fun (che sarà il primo singolo estratto) e il duetto con la sorella Neneh Long Way Around. Infine termina il lavoro con la supervisione di Adam Kviman ai Decibel Studio di Stoccolma, dove già il padre aveva in passato inciso. Nell'aprile del 2000 pubblica così Living in the Present Future, album con un sound simile al precedente ma con qualche accenno rock. Il disco sarà poi ristampato l'anno successivo con il titolo Present/Future e con alcune tracce sostituite da altre fino allora inedite.
Dopo aver trascorso altri due anni in tour, a inizio 2002 Cherry decide di affinare i pezzi che intanto aveva composto e l'anno seguente pubblica Sub Rosa, album prodotto principalmente da Al Stone ma anche dal produttore Cameron McVey, marito di sua sorella Neneh, da John Kurzweg e da Tim Simenon. Nel 2006 viene pubblicato in Brasile (e l'anno successivo nel resto del mondo) Live and Kicking, suo primo album dal vivo.
Nel 2010 entra nella casa dell'edizione brasiliana del Grande Fratello per cantare dal vivo alcuni suoi brani. A ottobre 2012 pubblica Can't Get Enough, quarto album in studio a nove anni di distanza dal precedente, anticipato il 21 settembre dal singolo omonimo.

## Discografia

### Album in studio
- 1997 – Desireless (Superstudio/Polydor)
- 2000 – Living in the Present Future (Superstudio/Polydor)
- 2003 – Sub Rosa (BMG/RCA/Polydor)
- 2012 – Can't Get Enough (Vertigo)
- 2018 - Streets of You
- 2023 - Back on Track

### Album dal vivo
- 2006 – Live and Kicking

### Singoli
- 1997 – Save Tonight
- 1998 – When Mermaids Cry
- 1998 – Falling in Love Again
- 1999 – Permanent Tears
- 2000 – Promises Made
- 2000 – Are You Still Having Fun?
- 2000 – Long Way Around
- 2002 – Feels So Right
- 2003 – Skull Tattoo
- 2003 – Don't Give Up
- 2012 – Can't Get Enough
- 2012 - As One (con Tomas Ledin)
- 2014 - Dream Away (con Darin)
- 2018 - Save Tonight (2018 Rendition)
- 2018 - Streets of You
- 2018 - While Away
- 2021 - I Like It

Come artista ospite
- 2019 - Get Up (Thomas Gold feat. Eagle-Eye Cherry)

## Filmografia

### Cinema
- Arturo 2: On the Rocks (Arthur 2: On the Rocks), regia di Bud Yorkin (1988)
- Nato il quattro luglio (Born on the Fourth of July), regia di Oliver Stone (1989)
- The Doors, regia di Oliver Stone (1991)
- Att göra en pudel, regia di Anette Winblad (2006)
- Lyckligare kan ingen vara, regia di Staffan Lindberg (2018)

### Televisione
- ABC Afterschool Specials - serie TV, episodio 17x01 (1988)
- Runaway, regia di Gilbert Moses - film TV (1989)
- Livin' Large, regia di Les Sheldon - film TV (1989)
- The Days and Nights of Molly Dodd - serie TV, episodio 4x02 (1990)
- I Robinson (The Cosby Show) - serie TV, episodio 7x07 (1990)
- The Hit Man, regia di Gary Nelson - film TV (1991)
- Miami Beach (South Beach) - serie TV, 5 episodi (1993)